# علي خضر عباس الزند
الشيخ علي خضر عباس الزند ولد في بغداد عام 1376هـ/1957م، وهو إمام وخطيب جامع الصديق في الغزالية، وتخرج من كلية الهندسة قسم الميكانيك في الجامعة التكنولوجية عام 1979م، وعمل في بداية شبابه مهندساً في مؤسسات الدولة في العراق، وحفظ القرآن الكريم وحصل على إجازة بالتلاوة والتدريس، وحصل على الشهادة العلمية لاقراء القرآن الكريم في عام1421هـ/2000م، من الشيخ محمد صالح السامرائي.

## أهم أنجازاته
ومن أبرز الأعمال التي قام بها في حياته التوقيع على وثيقة مكة لحقن دماء المسلمين في العراق، ووقف أعمال العنف الطائفية، وأشترك في مجلس علماء العراق، وتتلمذ على يد عدد من المشايخ ومنهم الشيخ إبراهيم النعمة، وحصل على إجازة في العلوم الشرعية، إذ كان كثير التردد على المساجد، في منطقة سكناه في الأعظمية، وساهم في تدريس الكثير من الطلاب أصول التلاوة والتجويد وعلوم القرآن، وظل مواصلاً نشاطه في العمل الدعوي والخيري، حيث أنتمى لصفوف الحزب الإسلامي العراقي، وكان محبوباً من إخوانه هناك متمتعا بعلاقات أخوية في جميع مساجد الأعظمية، وكان حريصاً على حضور دروس الشيخ محمود غريب في فترة دخوله كلية الهندسة، وواصل خلال الدراسة عمله الدعوي برغم مراقبة قوات الأمن والأعتقالات الكثيرة آنذاك وشهد له زملاؤه بنشاط حركته وعمله الدؤوب حتى برز وظهر فكان شعلة من عنفوان يتحرك لنشر الدين وأحس بإنه يتحمل المسؤولية والواجب يحتم عليه أن يكون جنديا من جنود الدعوة فلم يتوان لحظة لتقديم نفسه في سبيل هذا الدين، والتحق بالخدمة العسكرية وتزوج عام 1981م، وخلال هذه الفترة كان يؤم المصلين ويخطب أحياناً في جامع القادسية بدلاً من الشيخ عادل (إمام المسجد الرسمي) كما كان في أحيان أخرى يخطب في مساجد أخرى، وشهدت له مساجد الأعظمية بالتزامه دورات تحفيظ القرآن للرجال والنساء صغاراً وكباراً وتوعيتهم بامور دينهم وتنشئتهم تنشئة صالحة.
وأسس مدارس لتحفيظ القرآن في جامع أم القرى ومسجد الصديق، وفتح مراكز لتنمية شؤون المرأة المسلمة مثل تعليم القرآن الكريم والخياطة والتطريز ووضع جميع أفراد عائلته في خدمة المسلمين من خلال إدارة هذه المراكز والمدارس، إضافة إلى فتح مستوصف طبي في منطقة الغزالية، وساهم في لجنة إعادة إعمار مدينة الفلوجة، بعد الدمار الشامل الذي لحق بها عام 2005م، وكان له نشاط كبير وهمة عالية في متابعة عوائل الأسرى والمفقودين خلال فترة الحرب، وذكر أحد اصدقاءه إن الشيخ له دور كبير ومتميز في إعادة أعمار مساجد الفلوجة فقد عمل في السنتين الأخيرتين في الدائرة الهندسية التابعة لديوان الوقف السني وبالتنسيق مع وزارة الصناعة لإعمار المساجد في الفلوجة بعد الحملة التي أستهدفت الفلوجة وأدت إلى تهديم المساجد هناك، وإنه كان شجاعاً مبادراً إلى الخير حيث كان من المتطوعين مع أشخاص قلائل للدخول إلى الفلوجة ودفن الجثث بعد الحملة الشرسة التي قامت بها قوات الاحتلال الأمريكي وأسهم بتأسيس المدرسة الإسلامية للبنات في جامع الصديق عام 2004م، وكان يسعى إلى إيصال المساعدات الدائمة للأرامل والأيتام وأهالي المعتقلين والسؤال عنهم وعن ذويهم فكان يحمل هم المساكين والمنقطعين فتكفل بتلك العوائل.
وساهم في مشاريع رعاية الأيتام وأستمر نشاطه الدعوي لمدة ثلاثين عاماً حيث عمل مسؤولاً لمكتب الدعوة والإرشاد في الحزب الإسلامي العراقي، وكان رافضاً لفكرة الهجرة من العراق خلال الحرب الطائفية بعد الغزو الأمريكي للعراق.

## وفاته
أغتيل بأطلاق النار عليهِ من قبل جماعة مسلحين في حي الجامعة في بغداد، في 17 جمادى الأولى 1428هـ/2 حزيران 2007م. ودفن في مقبرة الخيزران في الأعظمية ببغداد.
وكانت وصيته الأخيرة في آخر خطبة له يوم الجمعة قبل يوم من وفاته 1 حزيران 2007م، حيث أوصى المصلين بالتحلي بالأخلاق الحسنة التي أمر النبي محمد بالتخلق بها، وأوصى المصلين بالحفاظ على المساجد فهي أمانة في إعناقهم وأوصاهم بإن لا يتركوها عرضة للتخريب أو سيطرة الميليشيات.